# 于学利
于学利（1963年4月—），男性，中共党员，辽宁建昌人，中华人民共和国政治人物。

## 生平
于学利出生于辽宁省建昌县，1981年10月进入中国人民解放军服役，1992年2月退伍并回到家乡建昌县，官至中共建昌县委常委、副县长。以后历任中共兴城市委常委、副市长，中共兴城市委副书记、市人民政府市长，中共兴城市委书记。在主政兴城市期间，因政绩突出，他于2015年获得中共中央组织部表彰为“全国优秀县委书记”，并于同年升任葫芦岛市人民政府副市长。2016年当选为中共葫芦岛市党委常委。
2017年6月，于学利来到锦州市，出任该市党委常委。纪委书记，并于翌年升任锦州市人民政府市长。2021年3月，他调离锦州，出任中共辽宁省委副秘书长，同年11月又转任沈阳市政协党组书记，翌年1月，当选为政协主席。